# Тека (село)
Тека — село в Кожевниковском районе Томской области, Россия. Входит в состав Малиновского сельского поселения.

## География
Село находится у истока одноимённой реки.

## Население
| 2002 | 2010 | 2012 | 2013 | 2014 | 2015 | 2021 |
| ---- | ---- | ---- | ---- | ---- | ---- | ---- |
| 416  | ↘357 | ↗362 | ↘359 | ↗368 | ↗376 | ↘312 |

## Социальная сфера и экономика
В селе работают фельдшерско-акушерский пункт, библиотека, основная общеобразовательная школа.
Основу местной экономической жизни составляют сельское хозяйство и розничная торговля.